# 울산광역시용연수질개선사업소
울산광역시용연수질개선사업소(蔚産廣域市龍淵水質改善事業所)는 처리구역 내 오수·폐수처리, 분뇨처리 등을 위하여 설치된 울산광역시 소속기관이다.

## 같이 보기
- 울산광역시청